# Zamek Bruneck
Zamek Bruneck (niem. Schloss Bruneck, wł. Castello di Brunico) – średniowieczny zamek w miejscowości Bruneck, w regionie Trydent-Górna Adyga, w północnych Włoszech.

## Historia

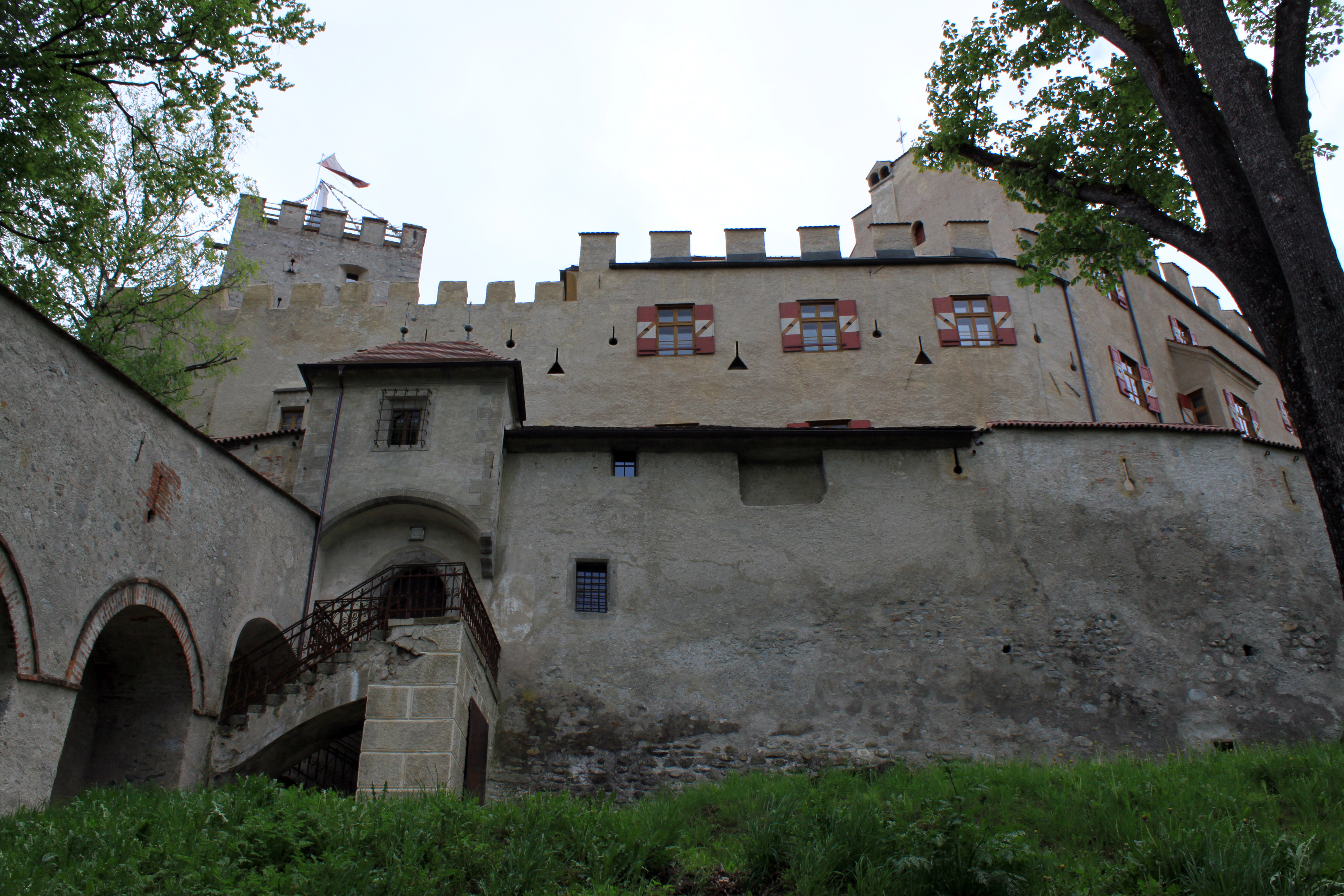
Zamek w 2013 r.

Zamek został wzniesiony w latach 1251-1288 na zlecenie biskupa Brixen, Bruno von Kirchberga. Budowla miała za zadanie ochraniać należące do duchownego dobra w dolinie Val Pusteria. W tym samym czasie rozpoczęty został proces osadnictwa u stóp zamku. W miejscu tym stopniowo wykształciła się miejscowość Bruneck. Zamek po raz pierwszy wzmiankowano w 1271 r. pod nazwą Castrum Bruneke.
W XIV wieku forteca została rozbudowana przez biskupa Alberta von Enn. Wokół zamku wzniesiono wówczas także wysoki mur. Kolejni biskupi diecezji Brixen przeprowadzali w budowli kolejne remonty, nadając jej dzisiejszy kształt. W 1460 r. forteca została częściowo zniszczona w wyniku oblężenia prowadzonego przez austriackiego arcyksięcia, Zygmunta Habsburga, który wszedł w zatarg z biskupem Brixen, Mikołajem z Kuzy. Kolejny biskup, Georg Golser, odbudował zniszczone fragmenty fortyfikacji i dodatkowo je umocnił, w obawie przed atakiem Turków. Zamek stał się na początku XVI wieku rezydencją arcybiskupa Christopha von Schroffensteina.
W 1825 r. zezwolono na stworzenie w zamku więzienia i koszar. Obiekt stopniowo popadał jednak w ruinę, co wymusiło przeprowadzenie renowacji. Zadania tego podjął się biskup Simon Aichner. Od 1969 r. niektóre spośród sal zamku były używane jako szkolne klasy. W 2004 r. budowla została wykupiona przez Południowotyrolską Kasę Oszczędnościową na użytek rady miasta Bruneck oraz alpinisty Reinholda Messnera. W latach 2009–2011 zamek został przebudowany zgodnie z projektami architektów Kurta Eggera, Gerharda Mahlknechta oraz Heinricha Mutschlechnera. Od 2011 r. w zamku mieści się jeden z sześciu oddziałów Messner Mountain Museum, noszący nazwę MMM Ripa.

## Architektura
Południowe wejście do zamku, do którego dawniej można było się dostać jedynie przy pomocy mostu zwodzonego, zawiera gotycki portal, datowany na 1584 r. Na wieży powyżej widoczny jest herb biskupa Andreasa von Österreich. Wewnątrz murów znajduje się dzwonnica, najstarsza część zamku. Prawdopodobnie była ona dawniej zamieszkana. Do dzwonnicy przylegają inne obiekty kompleksu.

## Turystyka
Mieszczące się w zamku muzeum MMM Ripa prezentuje życie mieszkańców regionów górskich Europy, Ameryki Południowej, Afryki oraz Azji, a także ich kulturę, religię oraz stosunek do turystyki.